# Роберт Милкинс
Роберт Милкинс (енгл. Robert Milkins; 6. март 1976) енглески је играч снукера.

## Успеси

### Рангирана финала
| Исход    | Година | Турнир         | Противник у финалу | Резултат |
| -------- | ------ | -------------- | ------------------ | -------- |
| Победник | 2022.  | Gibraltar Open | Кајрен Вилсон      | 4:2      |
| Победник | 2023.  | Welsh Open     | Шон Марфи          | 9:7      |